# Unser Städtchen liegt …
Unser Städtchen liegt ... (Textanfang) ist ein Prosastück von Franz Kafka, das 1920 entstand, und dem Max Brod den Titel Die Abweisung gab. Es erzählt von einem sehr entlegenen Städtchen, in dem die Obrigkeit jede Bitte der Untertanen abweist. Es handelt sich um eines der weniger interpretierten Kafka-Werke.
Ebenfalls mit dem Titel Die Abweisung (aber anderen Inhalts) gibt es eine kurze Erzählung aus dem im Jahr 1913 erschienenen Sammelband Betrachtung.

## Inhalt
Ein Ich-Erzähler berichtet aus seinem Städtchen, das weit entfernt von der Grenze einerseits und der Hauptstadt andererseits liegt und keine Verbindung nach außen hat. In der fernen Hauptstadt mögen Dynastien ausgelöscht, ja die Stadt selbst zerstört worden sein, ohne dass das im Städtchen irgendeinen Widerhall gefunden hätte.
Beherrscht wird das Gemeinwesen von einer Beamtenschaft, deren höchster der alte Obersteuereinnehmer ist, der über alle Angelegenheiten entscheidet. Ordnung und Spitzeldienste im Städtchen werden durch Soldaten gewährleistet. Sie sind aber eigentlich nicht ernst zu nehmen, sie sprechen nicht die Sprache der Bewohner und dienen eher als Kinderschreck. Sie sind zwar nicht böse, aber sie sind unerträglich.
Der Erzähler erinnert sich, wie  er als Kind miterlebte, dass die Bewohner, vertreten durch einen demütigen Mann, eine Eingabe an den Stadtoberen vorbrachten. Nach einem Brand im Armenviertel erhoffte man sich steuerliche Erleichterungen. Nicht der Obersteuereinnehmer, sondern ein niederer Beamter beschied dann: „Die Bitte ist abgewiesen. Entfernt Euch.“ Und so war es bei jeder Bitte in dieser Stadt. Und die Bewohner sind darüber gar nicht enttäuscht, sie kommen ohne diese Abweisung gewissermaßen nicht aus. Allerdings unter die jungen Burschen schleicht sich Unzufriedenheit ein.

## Form, Textanalyse und Einordnung
Der Erzähler ist zwar einer der Stadtbewohner, aber er scheint eine größere Fähigkeit zur räumlichen und zeitlichen Einordnung der Geschichte zu haben als die anderen. Er zweifelt auch die Legitimation des obersten Beamten an. Aber auch er – wie die anderen Stadtbewohner- begehrt nicht auf gegen die Verhältnisse.
Die Sprache ist unspektakulär. Es ist nicht der nüchterne Kafka-Duktus angesichts eines Schreckens. Da ist auch kein Schrecken. Die Bewohner und der Stadtobere haben sich arrangiert, es scheint fast wie ein Spiel, von dem man angeregt nach Hause geht. Die Bewohner erwarten ja auch nichts, sind aber auch nicht hoffnungslos. Die zum Schluss angeführte Unzufriedenheit der Jungen könnte einerseits einen Ausblick geben in sich ändernde Zeiten, andererseits ist die Unzufriedenheit junger Menschen nichts Spektakuläres und noch keine Garantie auf wirklichen Wechsel.
Gerhard Rieck sieht in der Abweisung ein zentrales Motiv Franz Kafkas, das sich im ganzen Werk wiederfinde.
„Auf der abstrakten Ebene vollzieht sich die Abweisung besonders drastisch im Schloß, wo die Schloßbürokratie und die Dorfbewohner dem Landvermesser K. den ganzen Roman hindurch den Eintritt in ihren Bereich und in ihre Gemeinschaft verweigern.“
In Bezug auf die Erzählung weist Rieck darauf hin, wie häufig, ausführlich und genau die Abweisung geschildert werde, während der Gegenstand der Bitte nur vage und unklar erwähnt werde:
„Schließlich formulierte er die Bitte, ich glaube, er bat nur um Steuerbefreiung für ein Jahr, vielleicht aber noch um billigeres Bauholz aus den kaiserlichen Wäldern.“
Rieck weist das Motiv der Abweisung in einer Reihe weiterer Erzählungen Kafkas nach, etwa Gib's auf, Der Kübelreiter, Die Prüfung, Fürsprecher, In der Strafkolonie, Josefine und in allen Romanen. Rieck zitiert in diesem Kontext Günther Anders, für den Kafka sich „nicht eingesperrt, sondern ausgesperrt“ fühle. Rieck hält die Motive der Abweisung, des Ausgeschlossenseins auf dem Balkon und die Beobachtung des elterlichen Geschlechtsverkehrs, der Urszene im Sinne Freuds für die Grundelemente des Kafkaschen Traumas.
Für die Autoren der Franz Kafka Encyclopedia beschreibt die Abweisung ein Herrschaftsritual von Petition und Abweisung, das politische Herrschaft stabilisiere.
Für Wilhelm Emrich repräsentiert der Oberst das „Gesetz der Welt“, das „nicht nur Opfer alles Besitzes, sondern vor allem Hingabe des Selbst“ fordere. „Daher muss auch der Oberst alle Bitten der Bevölkerung ‚abweisen‘.“ Daher sieht Emrich die Regierung des Städtchens als außerhalb jeder konkreten politischen Herrschaft, als „dem geschichtlichen Wandel entzogen“, als „unüberschreitbar“ entfernt von der „übrigen Welt“. Emrich vergleicht die Regierung des Obersts mit der Beamtenherrschaft im Roman „Das Schloss“, die jede Annäherung „unnahbar“ und „undurchdringlich“ verweigern müssten.
„Denn im Angesicht dieses Gesetzes, dieser Mauer der Welt, hinter der nichts mehr ist, die das Ganze abschließt, ist entweder nur völlige Hingabe oder nur völlige Zurückweisung möglich. Die Schuld des Daseins kann entweder nur ganz durch Preisgabe des Daseins abgezahlt werden oder in den von der Regierung festgesetzten Steuerabgaben. … Für jedes Stück Leben, das gelebt wird, sind auch bestimmte Schulden zu bezahlen.“
In diesem metaphysischen Sinne interpretiert Emrich die Unzufriedenheit der jungen Leute am Ende der Erzählung als verfehlte Hoffnung auf revolutionäre Veränderungen, die nicht erkenne, dass „keine Erfüllungen im irdischen Leben möglich“ sind. Angesichts des „Vernichtungskampf(es) der Geschichte“ sei „die furchtbare Wahrheit“ der Erzählung, dass Friede mit der Vernichtung aller Hoffnung bezahlt werden müsse.

## Weitere Bezüge zu anderen Kafka-Werken
Das vorliegende Stück entstand laut Kritischer Gesamtausgabe im Jahre 1920 zwischen August und Dezember des Jahres, der Titel „Abweisung“ stammt von Max Brod, der den Text 1936 in der Beschreibung eines Kampfes veröffentlichte. 1937 wurde die Erzählung von Hanuš Bonn erstmals ins Tschechische übersetzt. Ähnlich wie Zur Frage der Gesetze und Die Truppenaushebung entstand „Die Abweisung von 1920“ unter dem Eindruck der Lektüre tibetanischer Reisebeschreibungen.  Thema ist jeweils die Einbindung  des Individuums und seine Subordination unter dem Diktat eines Machtapparates.
Typisch für diese und verwandte Texte sind das erzählende „Wir“ und die Perspektive eines distanzierten Erzählers, des Chronisten eines unbekannten Reiches. Deutliche Bezüge gibt es auch zu den drei Jahre älteren Erzählungen, die sich auf das chinesische Reich beziehen. Die „Franz Kafka Encyclopedia“ nennt weiterhin zwei Texte, die Kafka in dieser Zeit gelesen habe: die Übersetzung eines chinesischen Totenbuches und eine Reportage von Bertrand Russell über die politischen Verhältnisse in Russland nach der Oktoberrevolution.
Es  ergeben sich auch starke Anklänge an zwei Stücke aus  dem Band Ein Landarzt. Eine kaiserliche Botschaft erinnert an die Beschreibung der riesigen Weite, in der das Städtchen verloren liegt. Ebenso Ein altes Blatt; auch dort haben die Einwohner von der Obrigkeit nichts zu erwarten, während sich ihr Schicksal verhängnisvoll entwickelt. Bei der Abweisung von 1920 allerdings scheinen die Bewohner kein so schweres Los zu haben, sie haben aber auch selbst nicht das Bewusstsein, dass sie von der Obrigkeit irgendeine Hilfe bekommen könnten.

## Rezeption
- Peter-André Alt (S. 580): „Aus den Kampfbeschreibungen der frühen Arbeiten sind Phantasmen einer kollektiven Welt geworden, in denen sich Kafkas zwischen Hoffnung und Widerwillen schwankende Auffassung geschlossener sozialer Ordnungssysteme spiegelt.“
- Hannes Obermair (S. 94): „Bemerkenswert ist jedenfalls die im Text vorgeführte Dialektik von Neu und Alt, von radikaler Vernichtung und unbeirrtem Fortdauern.“

## Zitate
- „Es hat sich seit alten Zeiten so entwickelt, dass der Obersteuereinnehmer der erste Beamte ist und der Oberst fügt sich dieser Tradition nicht anders als wir.“
- „Wenn die Abordnung mit einer Bitte vor ihn kommt, steht er da wie die Mauer der Welt.“
- „Es ist eine alte Sitte, die etwa bedeutet: So stützt er das Gesetz und so stützt es ihn.“

## Ausgaben
- Franz Kafka: Sämtliche Erzählungen. Herausgegeben von Paul Raabe, Fischer-Taschenbuch-Verlag, Frankfurt am Main und Hamburg 1970, ISBN 3-596-21078-X.
- Franz Kafka: Nachgelassene Schriften und Fragmente 2. Herausgegeben von Jost Schillemeit, Fischer, Frankfurt am Main 1992, S. 261–269 u. 278 f.

## Sekundärliteratur
- Peter-André Alt: Franz Kafka: Der ewige Sohn. München 2005, ISBN 3-406-53441-4.
- Wilhelm Emrich: Franz Kafka. Das Baugesetz seiner Dichtung. Frankfurt am Main, Bonn 1970/7.
- Manfred Engel: Kafka und die moderne Welt. In: Manfred Engel, Bernd Auerochs (Hrsg.): Kafka-Handbuch. Leben – Werk – Wirkung. Stuttgart, Weimar 2010, ISBN 978-3-476-02167-0, S. 498–515, bes. 505–507.
- Richard T. Gray, Ruth V. Gross, Rolf J. Goebel: A Franz Kafka Encyclopedia. Westport, London, ISBN 0-313-30375-4, ISBN 978-0-313-30375-3.
- Hannes Obermair: „Unser Städtchen liegt…“ – die Meraner Zeitenwende von 1920 und Franz Kafka. In: Patrick Rina, Veronika Rieder (Hrsg.): Kafka in Meran. Kultur und Politik um 1920. Edition Raetia, Bozen 2020, ISBN 978-88-7283-743-6, S. 67–101.
- Gerhard Rieck: Kafka konkret: Das Trauma ein Leben. Würzburg 1999,  ISBN 3-8260-1623-8, ISBN 978-3-8260-1623-3 (besonders das Kapitel: „Die Abweisung und der Balkon“, S. 81 ff.).